# Jean Coulonvaux
Jean Jules Gustave Emile Coulonvaux (Vorst, 19 januari 1918 - 27 januari 1995) was een Belgisch advocaat en volksvertegenwoordiger.

## Levensloop
Coulonvaux promoveerde tot doctor in de rechten (ULB, 1941) en werd advocaat. 
Hij werd in 1965 verkozen tot liberaal volksvertegenwoordiger voor het arrondissement Dinant-Philippeville en oefende dit mandaat uit tot in 1971.